# Castello di Njasviž
Il castello di Njasviž (in bielorusso: Нясвіжскі замак, Niasvižski zamak, in russo: Несвижский замок, in polacco: zamek w Nieświeżu) è un castello residenziale della famiglia Radziwiłł situato a Njasviž, in Bielorussia. Nel 2005 è stato inserito nell'elenco dei patrimoni dell'umanità dell'UNESCO.

## Storia

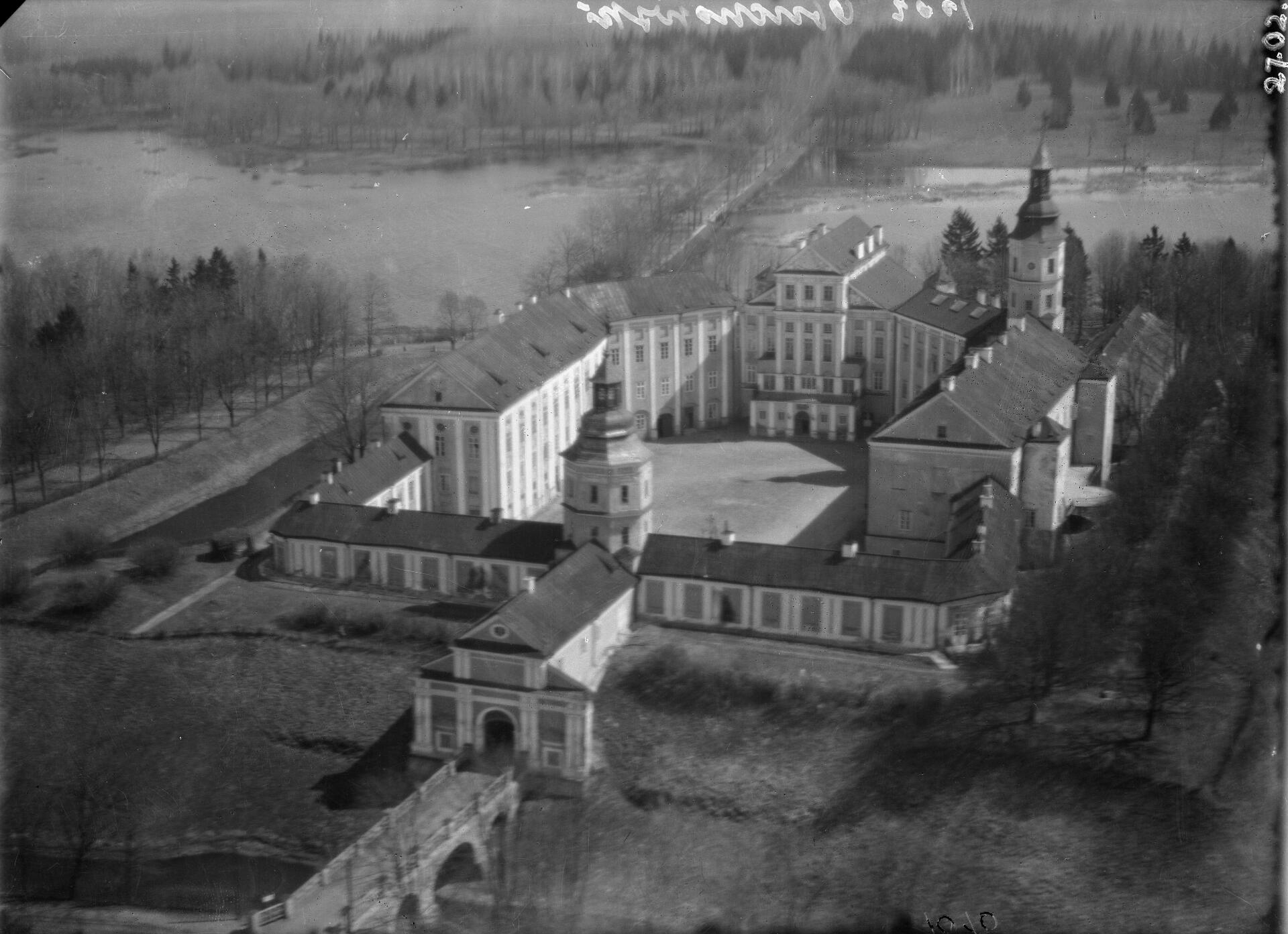
Veduta del castello all'inizio del XX secolo.

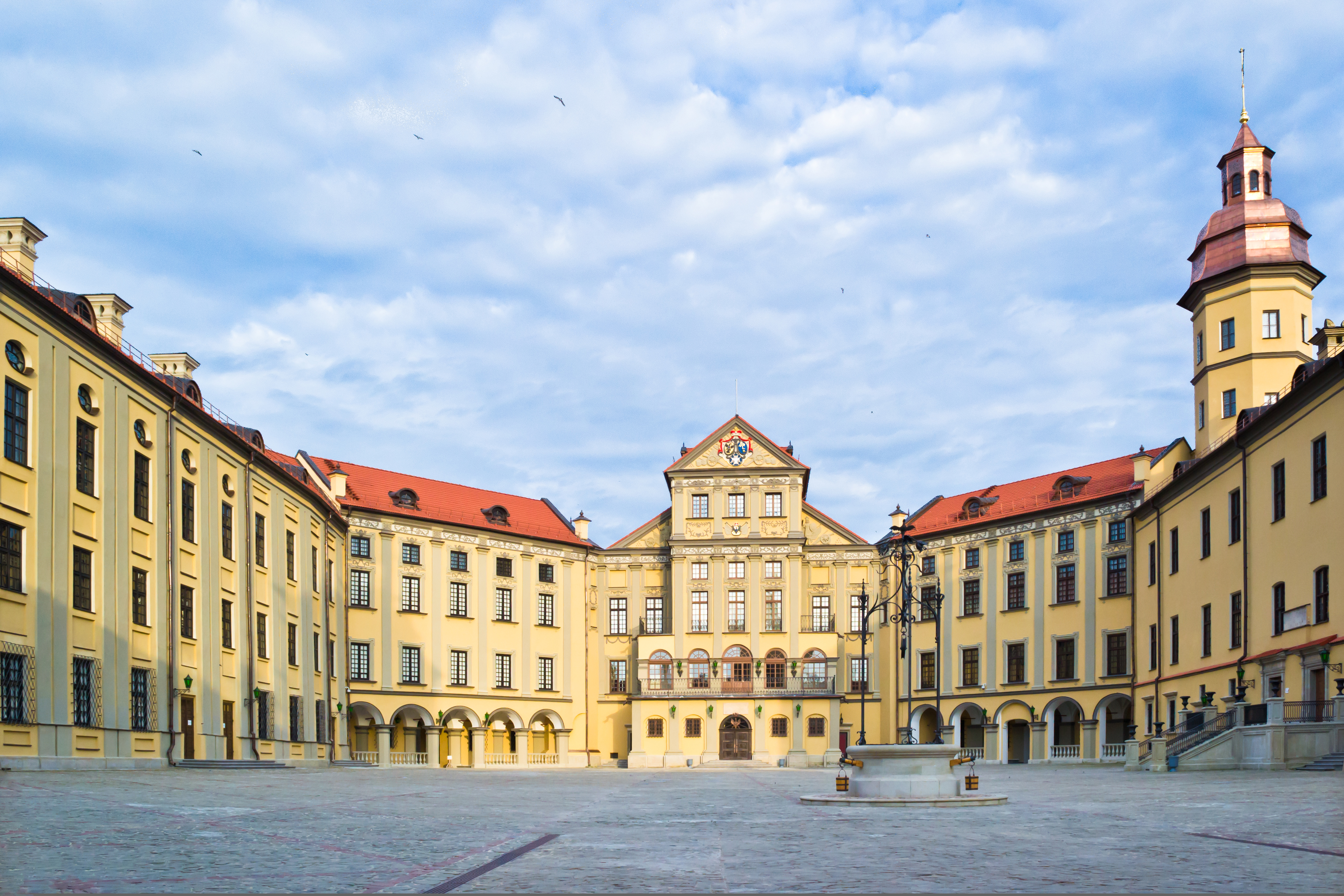
La Corte d'onore.

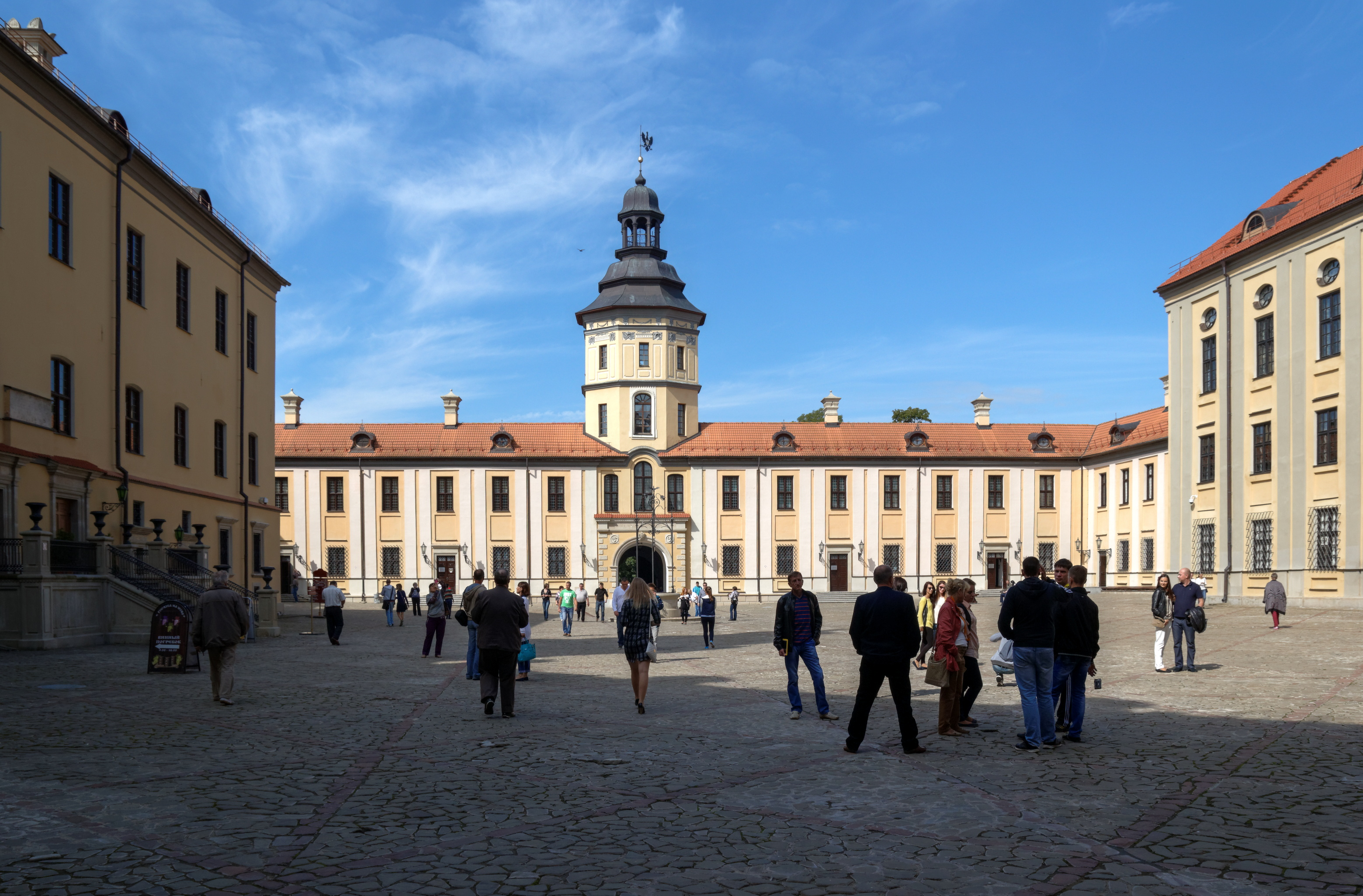
La Corte d'onore.

La tenuta è fra i possedimenti della famiglia Radziwiłł dal 1533, quando essa venne assegnata a Mikołaj Radziwiłł e a suo fratello Jan dopo l'estinzione della famiglia Kiszka. Poiché i Radziwiłł erano una delle più importanti famiglie del granducato di Lituania, l'Archivio lituano venne spostato qui nel 1551.
Nel 1582 Mikołaj Krzysztof Radziwiłł, maresciallo di Lituania, voivoda di Troki e di Vilnius e castellano di Šiauliai iniziò la costruzione di un imponente castello a tre piani. Benché i lavori fossero basati su di una struttura preesistente di un castello medievale, quelle che erano le fortificazioni vennero trasformate in una casa padronale in stile barocco-rinascimentale. La costruzione venne ultimata nel 1604, anche se 50 anni più tardi vennero aggiunte numerose gallerie. Gli angoli del castello furono fortificati con quattro torri ottagonali.
Nel 1706, durante la Grande guerra del Nord, l'esercito di Carlo XII di Svezia saccheggiò il castello e ne distrusse le fortificazioni. Parecchi anni dopo la famiglia Radziwiłł invitò alcuni architetti italiani e tedeschi per rinnovare ed allargare il castello. Antoni Zaleski ne decorò le facciate gialle con stucchi barocchi. Le porte del XVI secolo vennero ricostruite e la torre a due piani venne coronata da un elmo. Fu in quest'epoca che i tre edifici che si affacciavano sul cortile centrale vennero uniti in un'unica grande struttura.
La costruzione più importante a Njasviž è la chiesa del Corpus Christi (picture) (costruita fra il 1587 e il 1603), unita al castello per mezzo di una diga su di un canale; la chiesa conserva le sepolture di 72 membri della famiglia Radziwiłł, ognuna di esse interrata in una semplice bara e sovrastata dallo stemma della famiglia. Progettata dall'architetto italiano Gian Maria Bernardoni, la chiesa è considerata il primo tempio gesuita costruito sul modello della Chiesa del Gesù a Roma, la prima basilica a cupola con facciata barocca nel mondo, nonché il primo edificio barocco dell'Europa orientale. A parte elaborate sepolture principesche, l'interno presenta affreschi tardo-barocchi del 1760 e l'altare della Santa Croce, eseguito da scultori veneziani nel 1583.
Nel 1770 il castello venne occupato dalle forze russe e la famiglia Radziwiłł ne venne espulsa. Poco dopo l'Archivio Lituano venne trasferito a San Pietroburgo, dove si trova tuttora, mentre gran parte della collezione di opere d'arte raccolte nel castello venne distribuita fra vari nobili russi. Abbandonato dai legittimi proprietari e dall'esercito russo, il castello cadde lentamente in rovina. Tra il 1881 e il 1886, dopo essere stato restituito alla famiglia Radziwiłł, il principe Antoni Radziwiłł e la moglie francese Marie de Castellane ne rinnovarono l'interno. Essi fecero inoltre costruire un enorme giardino all'inglese, uno dei più grandi d'Europa con un'area di oltre un chilometro quadrato.
Nel 1939 la famiglia Radziwiłł venne nuovamente espulsa dal castello da parte delle forze d'invasione dell'Armata Rossa. Durante l'era sovietica esso venne usato come sanatorio, ragione per cui lo splendido parco finì in un grave stato d'incuria.
Nel 1994 il complesso del castello venne designato come "riserva nazionale di storia e cultura". Il restauro che ne seguì è stata aspramente criticata per le sue "ricostruzioni ingiustificate" di strutture demolite da lungo tempo, come per esempio un campanile. Nel 2002 il piano superiore della residenza venne distrutto da un incendio.

## Altre residenze della famiglia Radziwiłł
- Castello di Biržai
- Castello di Dubingiai
- Complesso del Castello di Mir
- Castello di Olyka
- Palazzo Radziwiłł a Vilnius